# Anna Netrebko
Anna Yuryevna Netrebko (tiếng Nga: Анна Юрьевна Нетребко, sinh ngày 18 tháng 9 năm 1971) là một ca sĩ opera giọng soprano người Nga. Cô hiện đang giữ song quốc tịch Nga và Áo, hiện đang cư trú tại Vienna, Áo, và tại Thành phố New York.

## Tuổi thơ và tập luyện
Netrebko sinh ra tại Krasnodar (Nga), trong một gia đình có nguồn gốc Kuban Cossack. Trong khi là một sinh viên tại nhạc viện Saint Petersburg, Netrebko làm thêm như một người trông cửa tại nhà hát Mariinsky của Saint Petersburg. Sau đó, cô tham gia thử giọng cho Nhà hát Mariinsky, nơi mà nhạc trưởng Valery Gergiev đã nhận ra cô vì công việc trông cửa trước của cô trong rạp hát. Sau đó ông đã trở thành người cố vấn cho cô.

## Sự nghiệp

### Những năm 1990
Dưới sự hướng dẫn của Gergiev, Netrebko xuất hiện trên sân khấu opera tại Mariinsky ở tuổi 22, vai Susanna trong Le nozze di Figaro. Cô ấy tiếp tục hát nhiều vai nổi bật với Kirov Opera,bao gồm Amina trong La sonnambula, Pamina trong Die Zauberflöte, Rosina trong Il Barbiere di Siviglia, và Lucia trong Lucia di Lammermoor. Năm 1994, cô đã hát ca khúc Queen of the Night trong Die Zauberflöte với Riga Independent Opera Avangarda Akadēmija dưới sự chỉ đạo của nhạc trưởng David Milnes. Năm 1995, ở tuổi 24, Netrebko xuất hiện lần đầu ở Mỹ với vai Lyudmila trong Ruslan and Lyudmila của Glinka tại San Francisco Opera. Sau buổi biểu diễn thành công này, cô đã trở thành ca sĩ khách mời thường xuyên ở San Francisco. Cô được biết đến như là một người diễn dịch các vai diễn opera khác của Nga được hoan nghênh, như Natasha trong  Chiến tranh và hòa bình của Prokofiev,  Louisa trong Betrothal in a Monastery vàMarfa trong The Tsar's Bride. Netrebko cũng đã đột phá thành công vào bel canto và những vai diễn lãng mạn như Gilda trong Rigoletto, Mimì trong La bohème, Giulietta trong Bellini's I Capuleti e i Montecchi, và Elvira trong I puritani.